# Mercedes-Benz O305
MercedesBenz O305 — автобус с заднемоторной компоновкой, производившийся в Западной Германии с 1967 по 1987 год по спецификации VöV-Standard-Bus. Этот автобус был разработан для замены Mercedes-Benz O317. Одиночная модель получила индекс O305 , сочленённая - O305G , пригородная - O307 . Позже O305 на конвейере заменил Mercedes-Benz 400-й серии.
В основном модель O305 производилась в одноэтажном варианте. Модели O305 и O305G были закуплены для высокоскоростной трассы направляемого автобуса О-Бан в городе Аделаиде. Однако, в Гонконге, Сингапуре, Великобритании и Южной Африке можно встретить и двухэтажные варианты, построенные на шасси O305.

## Гонконг

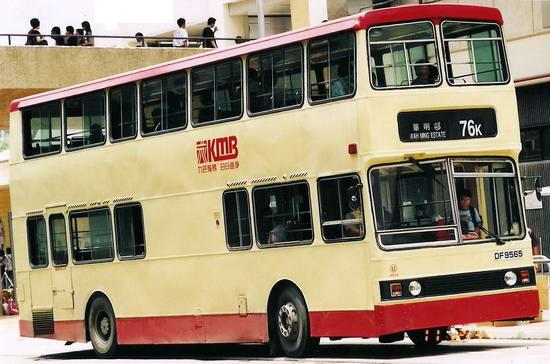
Двухэтажный автобус, построенный на шасси O305, принадлежит KMB в Гонконге

Для O305 это была первая франчайзинговая сделка, сделанная за пределами Соединенного Королевства и стран Содружества Наций. В общей сложности было произведено около 41 автобуса в 1983 и в 1985 годах. Все они были списаны в 2001/2002 годах, за исключением трех машин, которые были сохранены энтузиастами из Гонконга.

## Сингапур
В 1982 году Сингапур приобрел двести двухэтажных автобусов Mercedes-Benz O305, которые были очень похожи на O305 из Гонконга. На них был установлен двигатель OM 407h объемом 11412 куб.см с модульной КПП W3D 080. Номинальная пассажировместимость - 109 человек, первые из них был введены в эксплуатацию в 1984 году и все они были списаны в начале 2000-х.

## Австралия

### Сидней
STA приобрёл более 1300 O305 с кузовами от различных производителей в 1977 и 1987 годах. 30 из них были сочлененные модели O305G.

### Перт

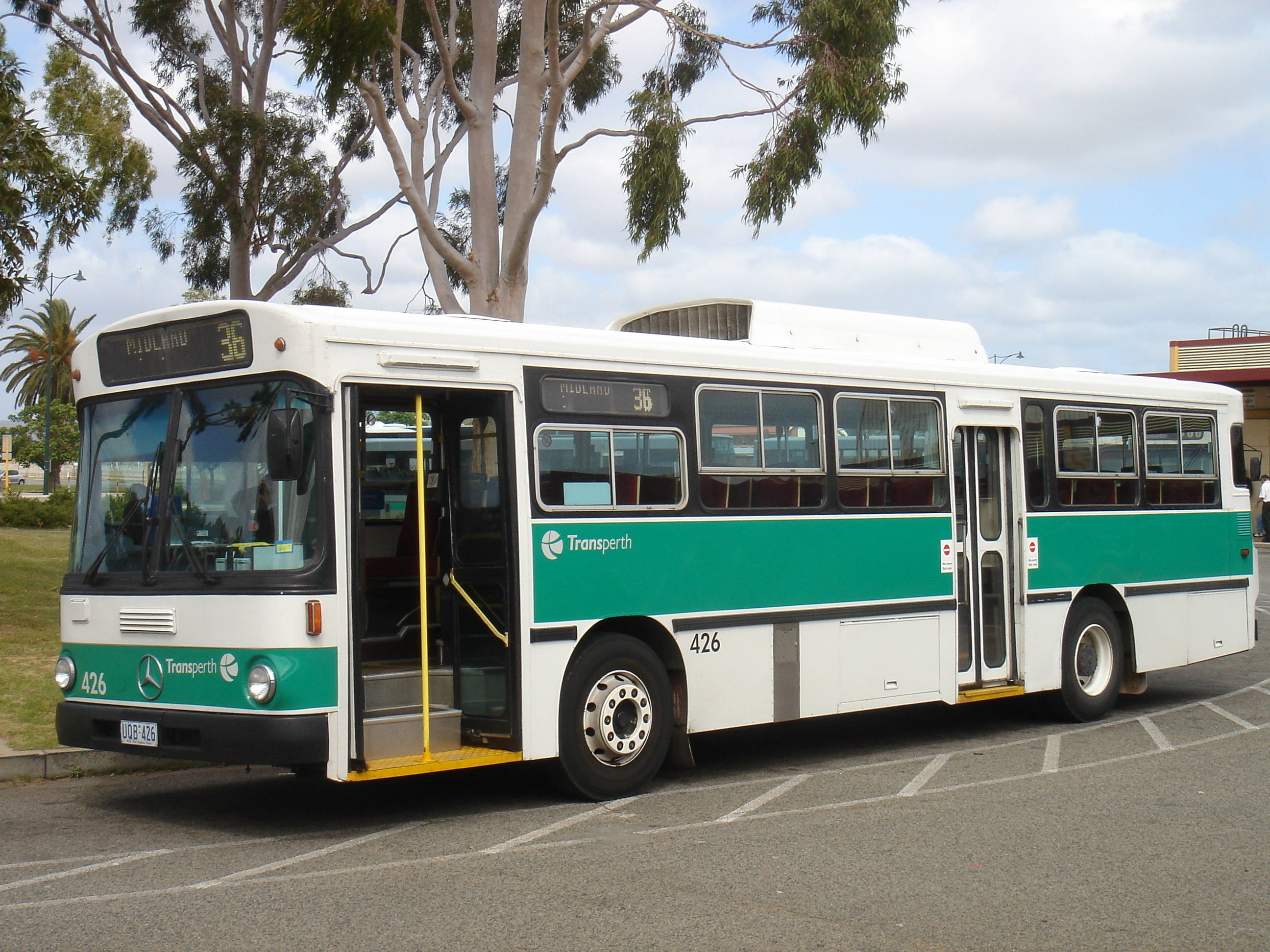
Mercedes-Benz O305 с кузовом JW Bolton, снято на Midland Railway Station в Перте

Перт — первый австралийский город, где начали работать Mercedes-Benz O305. Первым перевозчиком, использующим данную модель, стал Metropolitan Transport Trust (MTT) в 1975 году. В период с 1975 по 1986 было приобретено более 400 MB.

### Канберра

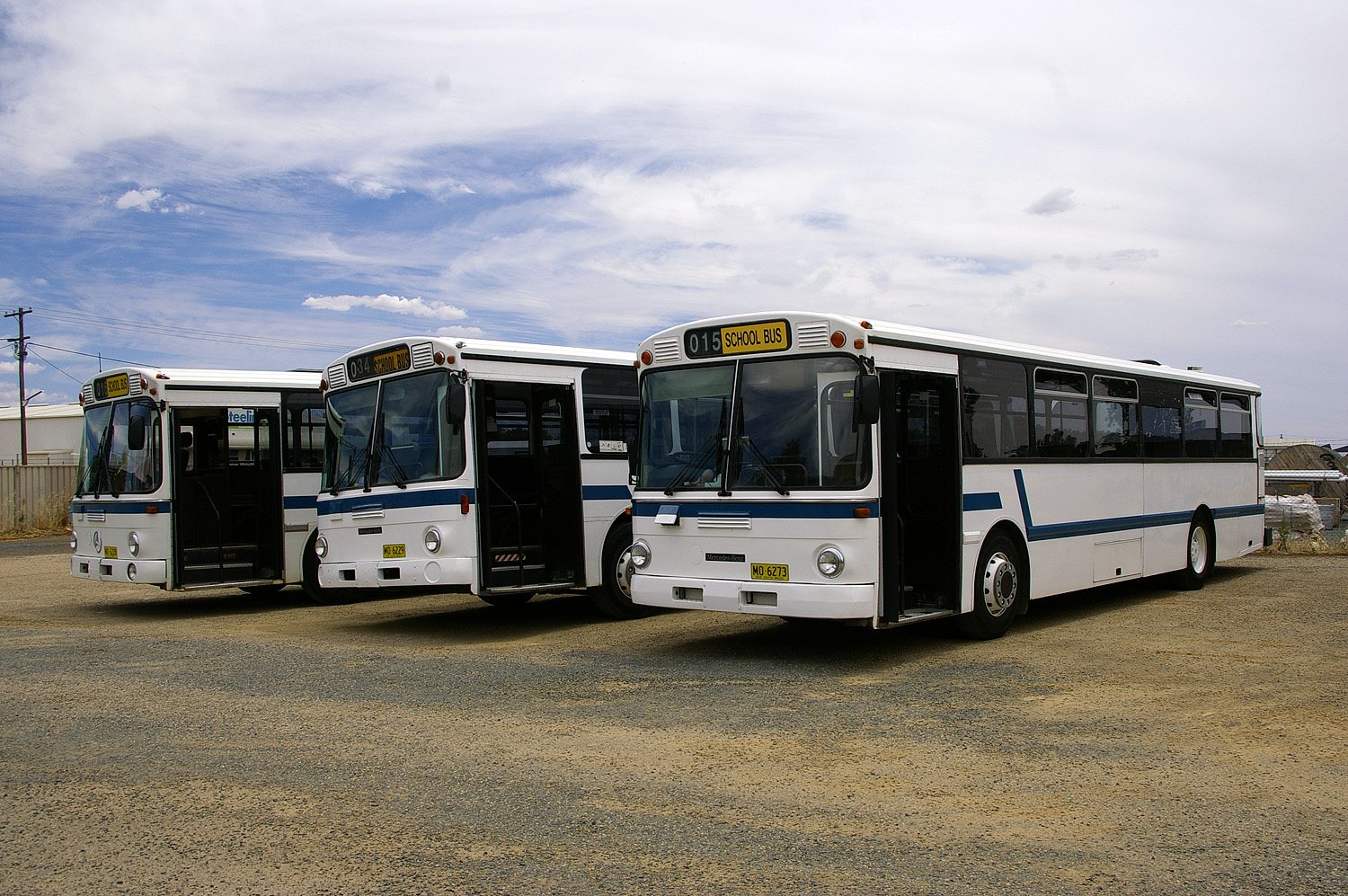
MB 0305 с кузовами Ansair, принадлежащие ACTION и Fearnes Coaches

Для Канберры также была закуплена партия Mercedes-Benz O305 с кузовами Ansair (Мельбурн). В общей сложности около 85 автобусов было поставлено 1984 году. Большинство из них было списано в 1995 и 1999 годах. Одна часть работает в частных компаниях в Сиднее, а другая разбросана по всей стране. 12 были экспортированы в Новую Зеландию для работы в Окленде и Веллингтоне.
В 1984 году, в дополнение к партии сочлененных MAN SG192, закупленных в 1970-х, были закуплены 5 Mercedes-Benz O305G. Они были идентичны 85 МВ O305, закупленным ранее. Несколько из них было утилизировано в 1997-1998 годах, а остальные были проданы в различные частные транспортные компании по всей Австралии.

### Аделаида

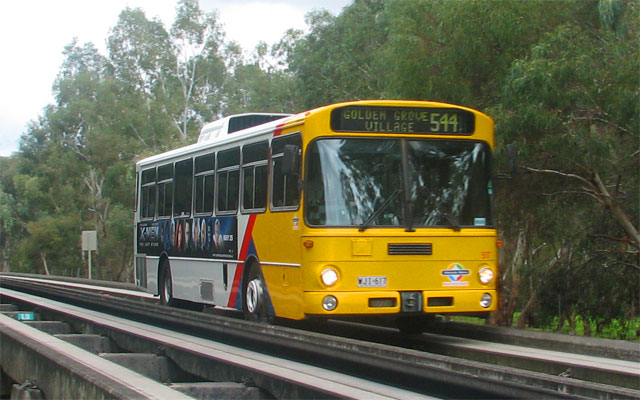
MB O305 на О-Бане

Первыми автобусами, курсировавшими по О-Бану, были специально модифицированные Mercedes-Benz модели O305. Было приобретена 41 одиночная и 51 сочлененная модель, первоначально их цена составляла 98 млн долларов США. Закупленные в Германии шасси были серьёзно изменены на заводе Mitsubishi Motors в Тонсли. Мощность двигателя была увеличена до 240 л. с. на одиночных моделях, и до 280 л. с. - на сочлененных. Это были первые автобусы, развивавшие скорость до 100 км/ч на пригородных маршрутах.

## Россия и СНГ
В России и странах СНГ данный автобус получил широкое распространение в 1990-е годы, когда автобусные парки широко закупали подержанные автобусы в Германии, Бельгии, Швеции, Финляндии, Норвегии, Чехии, Франции, Швейцарии, Италии, Испании и других европейских странах. В Екатеринбурге данные автобусы с 2024 года больше не эксплуатируют. Также данные автобусы эксплуатируются в Белграде на 2018 год. Единственный и последний маршрутный Mercedes-Benz O305G в России эксплуатируется в городе Березниках Пермского края .
Mercedes-Benz O307 отличался от модели O305 главным образом более длинным кузовом, где были удлиненны база и задний свес, а длина была увеличена до 11 630 мм. В России эксплуатировались, в основном, две версии этого автобуса: 307055 - с дверями, открывающимися наружу и узкой передней дверью и 307050 - с дверями, открывающимися внутрь, как на модели О305. Оснащались, в основном, механической коробкой передач: пятиступенчатой GO 3.60 или четырехступенчатой GO 3.70. С наиболее распространенным редуктором заднего моста, передаточное число главной передачи которого было 1,38, автобус разгонялся до скорости 92 км/ч. С более редким редуктором, передаточное число главной передачи которого было 1,2, автобус разгонялся до скорости 106 км/ч. Различалось также оборудование автобуса. Были три основных вида кресел: диванного типа с ручками и без ручек, и отдельные кресла с неоткидывающимися спинками. Часть автобусов оснащалась багажными отсеками. Различались и двигатели. OM407, установленный на моделях О307, имел удлиненный шкив коленвала. Мощности двигателей были от 180 до 280 л. с. Автобусы были оснащены котлами Webasto, что облегчало запуск и прогрев двигателей в мороз, а также позволяло поддерживать температуру в салоне в сильные морозы. Часть машин была оборудована двойным остеклением. Основным недостатком кузова была коррозия силовых элементов в районе заднего моста. Несмотря на то, что машины приходили в Россию в среднем после 15 лет эксплуатации в Германии, они были в достойном состоянии. Начало их эксплуатации ознаменовало собой качественно новый этап в пассажирских перевозках, что позволило не только значительно увеличить среднюю скорость и комфорт, но и открыть новые маршруты.